# Трговина људима у Египту
Египат је ратификовао Протокол Уједињених нација о трговини људима из 2000. године у марту 2004. године.
Египат је земља порекла, транзита и одредишта за жене и децу који су изложени трговини људима, посебно присилном раду и принудној проституцији.
Канцеларија Стејт департмента за праћење и борбу против трговине људима ставила је земљу у „Ниво 2“ 2017. године, што значи да њена влада не испуњава у потпуности минималне стандарде описане у Закону о заштити жртава трговине људима и насиља из 2000. године, али улаже значајне напоре да испуни те стандарде. Земља је стављена у „Ниво 2” и 2023. године.
У 2023. години, Индекс организованог криминала је забележио распрострањеност трговине људима и трговине органима у Египту.

## Позадина у 2010. години
Неки од процењених двеста хиљада до милион деце са улица Египта, и дечаци и девојчице, били су експлоатисани у проституцији и принудном просјачењу. Локалне банде су повремено биле укључене у ову експлоатацију. Египатска деца су регрутована за домаћи и пољопривредни рад. Нека од ове деце су се суочила са условима који указују на присилно ропство, као што су ограничења кретања, неисплаћивање плата, претње и физичко или сексуално злостављање.
Поред тога, богати мушкарци из региона Персијског залива су наводно путовали у Египат да купе „привремене“ или „летње бракове“ са Египћанкама, укључујући малолетне девојчице. Ове аранжмане често су омогућавали родитељи жена и брачни посредници и били су облик комерцијалне сексуалне експлоатације деце. Дечји сексуални туризам се јавља у Каиру, Александрији и Луксору. Египат је био транзитна земља за жене које су трговане из Узбекистана, Молдавије, Украјине, Русије и других источноевропских земаља у Израел ради комерцијалне сексуалне експлоатације. Групе организованог криминала су укључене у ове покрете.
Мушкарци и жене из јужне и југоисточне Азије су били подвргнути принудном раду у Египту. Етиопљани, Еритрејци, Суданци, Индонежани, Филипинци и могуће жене из Шри Ланке вољно су мигрирале у Египат, али су биле подвргнуте принудном кућном раду. Неки услови са којима су се суочили укључују изостанак слободног времена, сексуално, физичко и емоционално злостављање, ускраћивање плата и ограничења кретања. Послодавци су користили илегални статус домаћих радника и недостатак уговора о раду као средство принуде.
Неки од имиграната и избеглица који су се бавили проституцијом су били приморани да то учине. Младе жене из Судана, укључујући оне млађе од 18 година, су биле присиљене на проституцију у ноћним клубовима у Каиру од стране породице или чланова суданских банди. Извештаји невладиних организација и медија указују да су неки Египћани били приморани да раде у Јордану и да су искусили ускраћивање пасоша, принудни прековремени рад, неисплату плата и ограничења кретања.
Египатска влада је 2010. године одобрила нови закон који криминализује трговину људима ради радне и сексуалне експлоатације. Влада је 2009/2010. године изрекла своје прве две осуђујуће пресуде у складу са изменама и допунама Закона о деци из 2008. године о борби против трговине људима и подигла свест о „летњим браковима“, који се често користе за олакшавање комерцијалне сексуалне експлоатације. Према америчкој влади, недостатак формалних процедура идентификације жртава и услуга заштите од стране египатске владе омогућио је да неидентификоване жртве трговине буду кажњене за незаконита дела почињена као директна последица трговине људима.

## Сезонски или привремени брак
У Египту постоји феномен познат као „сезонски“ или „привремени“ бракови. Тада се младе жене и девојке, посебно из сиромашних породица, удају за мушкарце из арапских држава Персијског залива да би пружиле сексуалне услуге не-египатским мушкарцима. Према истраживању које је спровео Национални савет за детињство и мајчинство, 67% од 2.000 породица одабраних из узорка у Ал Хавамдији, Ал Бадрашеину и Абу Алмонросу је лично знало за дечје бракове. Истраживање је такође показало да је сврха ових бракова углавном економска.
У неким случајевима, Египћанке се могу вратити у домовину мужа и радити као собарице. Девојке које бораве у Египту су често избегаване у друштву и боре се да се поново удају на уобичајен начин, посебно у случајевима када су жене родиле дете.
Египат, Закон бр. 103 из 1976. године, такође познат као Нови закон о браку у туризму, је усвојен да би младе девојке одвратио и заштитио од сезонских/привремених бракова. Закон захтева документацију о брачним уговорима, захтевајући од страног мушкарца да предочи потврду амбасаде своје земље у којој се наводи да не постоје сметње за склапање брака, а депозит се такође полаже на име девојке, као обезбеђење за жену када је 25 или више година млађа од мушкарца.
Минимална старосна граница за брак је такође подигнута на 18 година. Експерт Уједињених нација Џој Нгози Езеило наводи да је у пракси овај закон у великој мери неефикасан, јер се и даље склапа произвољан број сезонских/привремених бракова између Египћанки и мушкараца који нису Египћани.

## Институционални оквир
Национални координациони комитет усмерава све напоре у борби против трговине људима на националном нивоу. Националним координационим одбором руководи саветник министра спољних послова, а чине га релевантни представници министарстава, као што су Министарство унутрашњих послова, Министарство правде, Министарство за запошљавање и миграције, Министарство социјалне солидарности и Министарство туризма. Комитет израђује законе и план за борбу против трговине људима у Египту, борбом против група илегалних миграната и идентификовањем активности трговине људима. Такође је донето законодавство за борбу против трговине људима и заштиту тих илегалних миграната смањењем њихове патње.
Национални савет жена основан је 2000. године да прати достигнућа и да ојача улогу жена у друштву. Премијер је 2007. године покренуо Координациони одбор за борбу против трговине људима, односно женама и децом. Овај комитет има за циљ да преиспита законе и политике које се примењују у циљу спречавања трговине људима.
Национални савет жена је такође имплементирао Конвенцију о елиминацији свих облика дискриминације жена. Ово је специјалистичка јединица која се бори против трговине људима и спроводи накнадне студије и извештаје о трговини девојкама и женама. У априлу 2009. године, Национални савет жена је објавио извештај о насиљу над женама у Египту, који је препознао „сезонски“ или „привремени“ брак као могући облик трговине људима и предложио да доносиоци одлука одреде да ли то треба сматрати трговином људима.
У 2016. години, Влада је спровела план за борбу против и спречавање трговине људима за период од 2016. до 2021. године. Ово је одобрио премијер, али је било мало средстава и ресурса издвојених за његову имплементацију. У 2016. години национални комитет за борбу против трговине људима и национални комитет спојили су се у циљу спречавања илегалне миграције, а влада је такође покренула 90 кампања против трговине људима. У јуну 2016. године, влада је организовала конференције о питањима миграције, кријумчарења и трговине људима који утичу на Африку и Европу. Министарство за радну снагу је спровело изненадне инспекције, посебно на радилиштима страних радника, иако министарство није пријавило потенцијалне жртве трговине људима.

## Кривично гоњење
Египатски парламент усвојио је закон који криминализује све облике трговине људима и прописује казне од 3 до 15 година затвора и до доживотног затвора ако постоје отежавајуће околности. Казне се крећу од 9.000 до 36.000 долара за прекршаје. Измене и допуне Закона о детету (број 126 из 2008. године) укључују одредбе које забрањују трговину децом ради комерцијалне сексуалне експлоатације и присилног рада. Овим изменама прописане су казне од најмање пет година затвора.

## Заштита
Према америчкој влади, египатски званичници нису применили формалне процедуре за идентификацију жртава трговине људима и упућивање их пружаоцима неге. Као резултат тога, жртве трговине људима, укључујући многу децу са улице и жене ухапшене због проституције, често су третиране као криминалци, а не као жртве. Нека деца могу бити послата у центре за малолетнике, који су обично у лошим условима. Други могу бити подвргнути затвору са одраслима, упркос Закону о деци који забрањује ову праксу.
Особље граничне безбедности на Синајском полуострву наставило је са напорима да заустави имигранте без докумената, повремено убијајући неке од њих, док не показују доказе о напорима да се идентификују могуће жртве трговине људима међу овом рањивом популацијом. Од 2009. године, Министарство социјалне солидарности управљало је са 19 свратних центара за децу са улице, жене и инвалиде који су можда пружали негу жртвама трговине људима.

## Превенција (2010)
Влада је у извештајном периоду остварила напредак у спречавању „летњих бракова“, али иначе није предузела напоре да спречи трговину људима. Новоусвојеним законом влада је добила мандат да створи међуминистарски комитет за координацију активности против трговине људима, заштите жртава и програма. Влада није покренула ниједну другу јавну кампању за подизање свести о трговини људима, укључујући било коју о присилном ропству у породици.
Влада није учинила напоре да смањи потражњу за комерцијалним сексуалним односима или да подигне свест о сексуалном туризму. Влада има добро развијен систем регистрације рођења и националне личне карте. Није било извештаја о напорима египатске владе да обезбеди обуку за борбу против трговине људима за своје трупе пре него што их распореди у међународне мировне мисије.